# Лубоед клеверный
Лубоед клеверный (лат. Hylastinus obscurus) — вид жуков-долгоносиков из подсемейства короедов. 

## Описание
Длина тела взрослых насекомых 2—2,5 мм. Тело продолговато-овальное, буро-коричневое. Надкрылья, ноги и усики красновато-коричневые. Заселяют корневую и нижнюю части стебля некоторых видов клевера (например, клевера лугового), а также ракитника венечного, стальника жёлтого, утёсника европейского, люцерны посевной, Cytisus hirsutus, Cytisus laburnum, Cytisus biflorus.

## Распространение
Распространён в Европе, интродуцирован в Северную Америку, где освоился на северо-востоке и северо-западе. С 1989 года был обнаружен в Чили в Насимьенто Рио-Буэно.